# Élections européennes de 2024 en Croatie
Les élections européennes de 2024 en Croatie sont les élections des députés de la dixième législature du Parlement européen, qui se déroulent du 6 juin au 9 juin 2024 dans tous les États membres de l'Union européenne, dont la Croatie où elles auront lieu le 9 juin 2024 pour élire les 12 sièges alloués au pays.

## Mode de scrutin
Lors de cette élection, la Croatie élira un député européen de plus par rapport à l’élection de 2019, même si elle en dispose déjà depuis 2020 et le retrait du Royaume-Uni de l'Union européenne.
Toutes les personnes qui ont la nationalité croate, ainsi que les citoyens de l’Union Européenne ayant une résidence principale en Croatie sont appelés aux urnes. Afin de voter, il faut être âgé de 18 ans ou plus le jour de l’élection.
Les 12 membres de la délégation croate sont élus au suffrage universel direct, selon le mode du vote unique transférable, et les sièges sont répartis entre les listes dépassant 5 % des suffrages exprimés selon la méthode d'Hondt.

## Délégation sortante
| Nom                 | Parti ou affiliation nationale | Parti ou affiliation nationale | Membre depuis le  | Parti ou affiliation européenne | Notes |
| ------------------- | ------------------------------ | ------------------------------ | ----------------- | ------------------------------- | ----- |
| Sunčana Glavak      |                                | HDZ                            | 1er décembre 2019 | PPE                             |       |
| Karlo Ressler       |                                | HDZ                            | 2 juillet 2019    | PPE                             |       |
| Tomislav Sokol      |                                | HDZ                            | 2 juillet 2019    | PPE                             |       |
| Željana Zovko       |                                | HDZ                            | 21 novembre 2016  | PPE                             |       |
| Biljana Borzan      |                                | SDP                            | 1er juillet 2013  | S&D                             |       |
| Romana Jerković     |                                | SDP                            | 1er février 2020  | S&D                             |       |
| Predrag Matić       |                                | SDP                            | 2 juillet 2019    | S&D                             |       |
| Tonino Picula       |                                | SDP                            | 1er juillet 2013  | S&D                             |       |
| Ivan Vilibor Sinčić |                                | Droit et justice               | 2 juillet 2019    | Non-inscrit                     |       |
| Mislav Kolakušić    |                                | Droit et justice               | 2 juillet 2019    | Non-inscrit                     |       |
| Valter Flego        |                                | IDS                            | 2 juillet 2019    | Renew Europe                    |       |
| Ladislav Ilčić      |                                | Souverainistes croates         | 1er juillet 2021  | CRE                             |       |

## Campagne

### Contexte
Au niveau européen, l’élection intervient après une mandature 2019-2024 marquée par de nombreux événements internationaux, comme la pandémie de Covid-19 en Europe ou bien l’invasion de l'Ukraine par la Russie. La commission a donc travaillé principalement sur le plan de relance européen, le pacte vert en faveur de la transition écologique, ainsi que le pacte sur la migration et l'asile visant à mieux contrôler les flux migratoires sur le continent.
Les élections interviennent alors que la Commission européenne est présidée depuis 20 ans par le Parti populaire européen (PPE) ; la Commission sortante, présidée par Ursula von der Leyen, rassemble des membres du PPE, de l'Renew Europe et du Parti socialiste européen.
En Croatie, le scrutin européen se déroule seulement sept semaines après les élections législatives croates de 2024. Celles-ci voient le maintien du conservateur Andrej Plenković en tant que premier ministre, à la tête d’un gouvernement à la majorité relative, constitué et soutenue par une coalition de centre-droit entre l’Union démocratique croate (HDZ) et et ses alliés et le Mouvement patriotique (DP).

### Déroulement de la campagne
25 listes ont été retenues pour participer à ces élections. Les différentes listes ont été publiées par la Commission électorale le 24 avril 2024, date du début de la campagne électorale officielle.

### Partis et candidats
| Parti politique | Parti politique | Positionnement et idéologie                                                 | Tête de liste    | Parti européen | Députés sortants | Députés sortants |
| Parti politique | Parti politique | Positionnement et idéologie                                                 | Tête de liste    | Parti européen | Nombre           | Groupe politique |
| --------------- | --- | --------------------------------------------------------------------------- | ---------------- | -------------- | ---------------- | ---------------- |
|                 | Union démocratique croate HDZ | Centre droit à Droite Démocratie chrétienne, conservatisme, europhilie      | Andrej Plenković | PPE            | 4 / 12           | PPE              |
|                 | Rivières de justice Parti social-démocrate de Croatie (SDP) Alliance civique libérale (Glas) Parti paysan croate (HSS) DO i SIP Centar (en) | Centre gauche Social-démocratie, Troisième voie                             | Biljana Borzan   | PSE            | 4 / 12           | S&D              |
|                 | Mouvement patriotique | Droite à Extrême droite Conservatisme, Populisme de droite, euroscepticisme | Ivan Penava      | ACRE           | 0 / 12           | CRE              |
|                 | Možemo | Gauche Écosocialisme, Social-démocratie, Écologie politique, Progressisme   | Gordan Bosanac   | EGP            | 0 / 12           | Verts/ALE        |
|                 | Le Pont Most | Centre à centre droit Conservatisme, libéral-conservatisme                  | Božo Petrov      |                | 0 / 12           |                  |
|                 | Coalition Fair Play List 9 Diète démocratique istrienne (IDS) NPS Parti démocratique indépendant serbe (SDSS) Parti social-libéral croate (HLSS) Parti populaire croate - Démocrates libéraux (HNS) Parti populaire - Les Réformistes (NS-R) Sociaux Démocrates (SD) Démocrates (D) Alliance de Primorje-Gorski Kotar Liste pour Rijeka (RI) | Libéralisme, régionalisme                                                   | Valter Flego     | ALDE PDE       | 1 / 12           | Renew Europe     |

## Résultats
| Parti ou coalition       | Parti ou coalition                                                        | Voix      | %     | +/-   | Sièges | +/-           | Groupe       | Groupe |
| ------------------------ | ------------------------------------------------------------------------- | --------- | ----- | ----- | ------ | ------------- | ------------ | ------ |
|                          | Union démocratique croate (HDZ)                                           | 256 295   | 34,60 | 11,88 | 6      | 2             | PPE          |        |
|                          | Coalition Rivières de justice (SDP - Centar (en) - DO i SIP - HSS - Glas) | 192 314   | 25,96 | Nv.   | 4      | en stagnation | S&D          |        |
|                          | Mouvement patriotique (DP)                                                | 65 383    | 8,82  | Nv.   | 1      | Nv.           | CRE          |        |
|                          | Možemo                                                                    | 43 890    | 5,92  | 4,13  | 1      | 1             | Verts/ALE    |        |
|                          | Coalition Fair Play List 9                                                | 41 606    | 5,61  | Nv.   | 0      | Nv.           | Renew Europe |        |
|                          | Liste Nina Skočak                                                         | 30 127    | 4,06  | Nv.   | 0      | Nv.           |              |        |
|                          | Coalition Le Pont - HSP (Most-HSP)                                        | 29 824    | 4,02  | 0,65  | 0      | en stagnation |              |        |
|                          | Droit et justice (PiP)                                                    | 22 214    | 2,99  | Nv.   | 0      | Nv.           |              |        |
|                          | OiP                                                                       | 10 219    | 1,37  | Nv.   | 0      | Nv.           |              |        |
|                          | Liste Ladislav Ilčic                                                      | 9 085     | 1,22  | Nv.   | 0      | Nv.           |              |        |
|                          | Ričard Nezavisni                                                          | 8 708     | 1,17  | Nv.   | 0      | Nv.           |              |        |
|                          | Autres partis                                                             | 26 373    | 4,26  | –     | 0      | –             |              |        |
|                          |                                                                           |           |       |       |        |               |              |        |
| Votes valides            | Votes valides                                                             | 740 722   | 98,50 |       |        |               |              |        |
| Votes blancs et nuls     | Votes blancs et nuls                                                      | 11 318    | 1,50  |       |        |               |              |        |
| Total                    | Total                                                                     | 752 040   | 100   | –     | 12     | 1             | –            |        |
| Abstentions              | Abstentions                                                               | 2 772 139 | 78,65 |       |        |               |              |        |
| Inscrits / Participation | Inscrits / Participation                                                  | 3 524 179 | 21,35 |       |        |               |              |        |